# Estación de esquí de Port del Comte
Port del Comte es una estación de esquí situada en el macizo de Puerto del Conde, en el Prepirineo catalán, dentro de la provincia de Lérida, más concretamente en la Vall de Lord, en la comarca del Solsonés, en el municipio de La Coma i La Pedra. Por su situación es una de las más próximas a la ciudad de Barcelona (aprox. 150 km).
Sus pistas transcurren entre los 1730 m de cota mínima a los 2290 m de cota máxima, en el Clot Rodó.

## Descripción
Fundada en 1973, se encuentra dividida en tres sectores: El Querol es el sector principal cota máxima 2110 m, El Sucre, la Bofia y La Estivella, con cota máxima en el Clot Rodó (2290m).
Cuenta con unos 50 km esquiables, divididos en un total de 36 pistas, de las cuales siete son de baja dificultad (verdes), 11 son de dificultad media (azules), 13 de dificultad alta (rojas) y 5 para expertos (negras).
El desnivel esquiable máximo se puede realizar desde El Querol (2110 m) hasta el pie de pistas del Hostal (1730 m) que da un desnivel de 380 m (TC El Querol) , pudiendo realizarse este descenso con una dificultad mínima de pista azul y una dificultad máxima de roja o negra (parcialmente).
En los últimos años, la estación ha hecho importantes mejoras e inversiones en innovación artificial, por lo que en la actualidad cuenta con un total de 256 cañones, capaces de dar la cobertura necesaria a un total de 20 km de pistas.
Como medios de transporte y también gracias a las inversiones realizadas en los últimos años, se ha mejorado la calidad de los remontes, contando actualmente con un total de 16 instalaciones con una capacidad máxima de transporte de 16 060 personas/hora, de los cuales, cinco son telesillas, nueve son telesquís y dos son cintas transportadoras.
La peculiaridad más importante de esta estación es que la mayoría de sus pistas transcurren por un frondoso bosque de pinos, lo que le da un encanto especial al descenso por sus pistas. También hay multitud de enlaces y senderos entre pistas, que hacen que si queremos cada bajada sea diferente de la anterior
Climatológicamente esta estación se beneficia especialmente de los temporales de levante, y gracias a los bosques que rodean sus pistas y a las instalaciones de innivación artificial la conservación de la nieve es bastante buena durante todo el tiempo que la estación permanece abierta durante la temporada.

## Servicios
A pie de pistas, en el Hostal, se encuentra el centro neurálgico de la estación, por esto es aquí donde se encuentran la mayoría de servicios, como es el alquiler de equipos, escuela, cafetería/restaurante, centro médico, etc.

## Actividades en invierno
Aparte del esquí o snowboard, en invierno también se pueden practicar otras actividades como son:
- Trineo: se puede utilizar la cinta transportadora para bajar por la pista habilitada para el descenso de trineos.
- Paseos con raquetas de nieve: Hay recorridos específicos y además se pueden alquilar en la misma estación. Se puede utilizar el telesilla de El Querol para acceder a las zonas más altas del sector del Sucre.
- "Tubbys": consiste en el descenso por un tobogán subido en un flotador gigante.

## Actividades en verano
- Golf - campo de 9 hoyos y campo de prácticas.
- Parapente - desnivel de 1250 metros entre El Querol y Sant Llorenç de Morunys.
- Circuito de aventura - recorrido entre árboles a una altura variable entre los 4 y los 12 metros, pasando por redes, puentes, tubos, tirolinas, etc.
- Circuito de aventura para los más pequeños.
- "Tubbys".
- Camas elásticas.
- Tirolinas.
- Senderismo y excursiones.

## Novedades temporada 2010/2011
- Nuevo telesquí "els galls" dentro del sector del Sucre (entre el Sucre y Querol para ser exactos), con un desnivel 250 m, una longitud 1000 m y capacidad de 600 pers./h.

- 300 nuevas plazas de aparcamiento asfaltado junto a este nuevo acceso a la estación.
- Adecuación en el segundo aparcamiento del hotel para un área de autocaravanas.

- Mejoras y adaptaciones en pistas y en paravientos.

- Gracias a un esfuerzo de contención por parte de la estación se mantienen los precios de los forfaits de día y temporada en los niveles de la temporada pasada.

## Novedades temporada 2011/2012
- Nueva área de esquí libre "el bosquet" dentro del sector del Sucre. Para llegar se tiene que subir en el telesilla de la Bofia. Tiene una superficie de 27 ha que transcurren por una zona de bosque, la cual ha sido limpiada de arbustos y piedras para evitar accidentes y disfrutar al máximo esquiando entre árboles en medio de la naturaleza.
- Nuevo quiosco en el Querol.
- Modificación de la parte superior de la pista "La Sant Grau", mejoras en paranieves y muros de contención en las pistas "La Rasa Pauet", "La Serp", "El Tub Coma" y "La Sant Grau" con el fin de mejorar la seguridad y optimizar el aprovechamiento de la nieve.
- Mejoras de las casetas de los remontes.
- Nueva señalización en pistas, más clara y agradable a la vista.

## Novedades temporada 2012/2013
- Nuevo snowpark, situado delante del hotel, en la actual zona de debutantes. Además, se ha iluminado la zona y este permanecerá abierto los días festivos desde las 18:00 hasta las 23:00, eso si... con un forfait aparte. El telesquí "La rata" dará acceso a la parte superior de esta zona.

- Mejora y ampliación con 800 nuevos metros de paranieves.

- Mejora de las captaciones de agua de deshielo para mejorar las reservas de agua para el sistema de innivación artificial.

- Mejoras de las casetas de los remontes, las cubiertas pasan de ser de madera a ser de pizarra.

- El precio del forfait no tiene modificaciones con respecto a la temporada anterior.

## Novedades temporada 2013/2014
- Nuevo telesquí en la zona de debutantes.
- El precio del forfait se mantiene congelado una temporada más.
- Nuevo restaurante/cafetería en la zona de trineos y "tubbys"
- Otras mejoras menores, como son la resiembra de las pistas, mejora de los paranieves, repintado de plazas del aparcamiento... etc.

## Novedades temporada 2014/2015
- Ampliación de taquillas, con el fin de reducir las colas de primera hora, se ha creado un nuevo edificio con seis nuevas taquillas, esto hace que la capacidad de taquillas se haya doblado.
- Adquisición de una cuarta máquina pisanieves PB-300MB Kandahar winch.
- Asfaltado y señalizado el aparcamiento de "La Estivella", con una capacidad de 200 plazas.
- Otras mejoras menores, como son la resiembra de las pistas, mejora de los paranieves... etc.